# Moshe Dayan
Moshe Dayan (în ebraică משה דיין‎; n. 20 mai 1915, Degania Alef⁠(d), Imperiul Otoman – d. 16 octombrie 1981, Tel Aviv, Israel) a fost un general și om politic israelian. A îndeplinit funcția de șef al Marelui Stat Major al Armatei Israeliene în perioada 1953-1958, apoi ministru al agriculturii, ministru al apararii și ulterior  ministru de externe al Israelului
Între anii 1949-1951 generalul Moshe Dayan a fost comandant al Armatei de Sud a Israelului, apoi în perioada iunie - decembrie 1952, a comandat Armata de Nord a Israelului.
A rămas fără funcție în 1974. 
Considerat unul din pionierii sionismului modern, a avut un rol crucial în menținerea securității Israelului.